# Erika Rosenberg
Erika Rosenberg, argentinsko-nemška pisateljica, prevajalka in novinarka, * 1951.

## Življenje
Rodila se je kot hčerka nemških Judov v Buenos Airesu. Njena starša sta leta 1936 bežala preko Paragvaja v Argentinijo, pred Holokavstom.
Leta 1990 se je spoznala Emilie Schindler, o kateri je napisala biografijo V Schindlerjevi senci, ki je izšla leta 1997.
Od leta 1990, Erika Rosenberg zastopa Avstrijsko službo v tujini, v Argentini.

## Dela (v nemščini)
- In Schindlers Schatten. Emilie Schindler erzählt ihre Geschichte. Kiepenheuer & Witsch, 1997, ISBN 3462025856
- Ich, Oskar Schindler: Die persönlichen Aufzeichnungen, Briefe und Dokumente. Herbig Verlag, München 2001 ISBN 3776622040
- Ich, Emilie Schindler. Erinnerungen einer Unbeugsamen. Herbig Verlag, München 2001 ISBN 377662230X